# Arteritis de Takayasu
L'arteritis de Takayasu (AT), també anomenada síndrome de l'arc aòrtic és una vasculitis inflamatòria granulomatosa crònica poc freqüent que afecta a grans i mitjans vasos, sobretot l'artèria aorta, en la qual causa una aortitis no infecciosa, i les seves branques principals. La primera descripció de la malaltia fou feta l'any 1908 per l'oftalmòleg japonés Mikito Takayasu, qui va estudiar una pacient amb una sèrie d'anomalies vasculars retinianes. Sol afectar individus d'entre 25 i 40 anys, predominantment dones (80-90 per cent dels casos), tot i que es veu algunes vegades en nens o gent gran i és més freqüent en persones asiàtiques. Té una incidència global de 1-2 casos/milió d'habitants. La dislipèmia augmenta el risc d'aparició d'aneurismes en els malalts amb AT. Diversos estudis indiquen que hi ha una associació entre l'AT i el desenvolupament accelerat de plaques ateroescleròtiques, en especial quan és un procés de llarga durada i la ràtio triglicèrids/lipoproteïnes d'alta densitat és elevada. L'AT infreqüentment es presenta associada a la malaltia de Crohn, origina una mielopatia compressiva toràcica que cursa amb paraplegia espàstica o causa hipertensió portal infantil i accidents vasculars cerebrals en persones joves. Ha estat descrit com a cas singular la coexistència de multiples aneurismes carotidis i vertebrals, juntament amb poliartritis, en un malalt jove amb AT.
L'AT pot originar greus complicacions gestacionals, tant en la mare (preeclàmpsia, regurgitació aòrtica, dilatació i/o ruptura d'un aneurisma, hipertensió pulmonar, síncope convulsiu refractari a la medicació antiepilèptica o hemorràgia cerebral) com en el fetus (avortament, mort intrauterina, part preterme, restricció del creixement intrauterí o baix pes al néixer). Si bé els recents avenços en la identificació precoç i les estratègies terapèutiques de les ATs d'inici infantil han aconseguit una disminució dels seus índexs de morbiditat i mortalitat, encara tenen un pronòstic pobre.
L'any 2022, els nous criteris classificatoris internacionals de l'AT van ser validats pel Col·legi Americà de Reumatologia i l'Aliança Europea d'Associacions de Reumatologia.

## Clínica

### Fase inicial
Trobem clínica sistèmica i/o focal.
- Astènia.
- Dolor a la zona de l'artèria afectada.[28]
- Mal de cap intens i persistent.[29]
- Mal d'esquena.[30]
- Mal d'espatlla.[31]
- Febre.[32]
- Amaurosi unilateral[33] o bilateral.[34]
- Isquèmia ocular.[35]
- Escleritis recurrent.[36]
- Luxació (ectòpia lentis) espontània del cristal·lí.[37]
- Afàsia.[38]
- En algun cas poc comú, acropàquia unilateral,[39] úlceres cutànies[40] o infeccions respiratòries de repetició.[41]

### Fase oclusiva
La clínica dependrà de l'artèria ocluïda o estenòtica:
- Artèria subclàvia:[42] claudicació de les extremitats superiors,[43] fenomen de Raynaud, inusualment gangrena dels dits de la mà.[44]
- Artèria caròtide: cervicàlgia, tos persistent,[45] trastorns oculars,[46] síncope convulsiva,[47] síndrome d'encefalopatia posterior reversible,[48] ictus.[49]
- Aorta abdominal: dolor abdominal,[50] pèrdua de pes, nàusees, vòmits,[51] eventualment colitis isquèmica.[52]
- Artèria pulmonar: dolor toràcic,[53] dispnea d'esforç,[54] infart pulmonar,[55] embassament pleural,[56] hipertensió arterial pulmonar,[57] de vegades hemoptisi.[58]
- Artèria renal: hipertensió arterial,[59] hidronefrosi,[60] microangiopatia trombòtica,[61] estenosi del vas,[62] hiperaldosteronisme tributari d'angioplàstia,[63] insuficiència renal.[64]
- Artèria coronària: infart agut de miocardi,[65] angina de pit,[66] oclusió total de l'orifici d'origen (ostium) d'una coronària[67] o estretor de la llum de l'ostium de més d'una,[68] mort sobtada d'origen cardíac.[69]

## Diagnòstic
Se sol diagnosticar per examen físic i proves d'imatge mèdica, emprant avui dia en la diagnosi i control d'aquesta malaltia preferentment les de naturalesa no invasiva. El seu diagnòstic diferencial inclou patologies d'índole molt diversa, com ara: arteritis de cèl·lules gegants, malaltia de Kawasaki, poliarteritis nodosa, sarcoïdosi, síndrome de Williams, esclerosi múltiple, lupus eritematós sistèmic, malaltia relacionada amb la immunoglobulina G4 amb arteritis coronària, artritis idiopàtica juvenil oligoarticular, artritis reumatoide, síndrome de Cogan, ergotisme, endocarditis infecciosa, coartació de l'artèria aorta, síndrome d'Ehlers-Danlos tipus IV, síndrome de l'opercle toràcic, febre reumàtica o neurofibromatosi tipus I.

### Exploració física
- Absència o asimetria de polsos radials.[87]
- Bufs sistòlics a les artèries afectades.[88]
- Diferència entre les pressions sanguínies braquials.[89]
- Rares vegades, acropàquia unilateral.[90]

### Laboratori
- Leucocitosi.
- Anèmia normocítica.[91]
- Elevació de la velocitat de sedimentació globular (VSG).
- Elevació de la proteïna C reactiva.
- Elevació de la pentraxina-3 (una proteïna que regula la immunitat innata).[92]

### Proves d'imatge
- Arteriografia: mostra aneurismes, estenosis o oclusions arterials amb presència de circulació col·lateral, però no les lesions de la paret dels vasos. És una tècnica invasiva i no exempta de riscos.[93]
- Ecocardiografia: permet avaluar la rigidesa i/o la dilatació de l'arc aòrtic, les lesions de les artèries pulmonars[94] o els danys cardíacs presents en l'AT.[95]
- Imatge per ressonància magnètica/Angiografia per ressonància magnètica: és útil per estimar precoçment i sense l'ús de radiació ionitzant o d'injeccions de contrast iodat, l'extensió i gravetat de l'AT en nens.[96]
- TEP/TC: té gran sensibilitat i especificitat en la diagnosi de l'AT amb afectació d'un segment aòrtic de curta longitud.[97]
- Tomografia per emissió de positrons amb fluorodesoxiglucosa (un anàleg de la glucosa convertit, usant un accelerador de partícules, en el radioisòtop 18F): proporciona una estimació quantitativa del nivell d'activitat de la malaltia.[98] Permet determinar el grau de resposta al tocilizumab en les arteritis de Takayasu resistents a la administració de corticoesteroides, ja que pot detectar els signes de recurrència inflamatòria durant el tractament amb aquest anticòs monoclonal.[99]

## Tractament
Corticoides i metotrexat o leflunomida (un altre fàrmac immunosupressor). L'administració de tocilizumab ha demostrat ser una eina terapèutica eficaç en casos d'AT refractària als medicaments habituals i fins i tot pot aconseguir una remissió de la malaltia més segura i ràpida que l'obtinguda amb l'ús d'aquests. L'infliximab és un fàrmac que evita o redueix l'ús de corticoides en l'AT d'inici infantil, facilitant així el normal desenvolupament dels nens. Per regla general, la cirurgia de revascularització es practica quan existeixen greus complicacions vasculars i la inflamació està controlada. Els antiangiogènics, com el ranibizumab, són útils per tractar l'afectació de les artèries de la retina en individus que pateixen AT.